# Khushab
Khushab (urdu: خُوشاب) – miasto w Pakistanie, w prowincji Pendżab. Według danych na rok 2017 liczyło 119 426 mieszkańców.